# Archibald Douglas (4e comte de Douglas)
Pour les articles homonymes, voir Archibald Douglas.
Archibald Douglas (v. 1369 – 17 août 1424), 4e comte de Douglas, fut un noble écossais, duc de Touraine et pair de France.

## Biographie

### Famille et jeunesse
Il est le fils de Archibald Douglas, 3e comte de Douglas, dit « le Hideux », mort en 1400.
En 1390, il épouse Margaret Stuart († v. 1456) seconde fille du roi Robert III d'Écosse. En 1402, il est jugé mais acquitté pour sa participation au complot qui avait coûté la vie à David Stuart, duc de Rothesay, héritier du trône d'Écosse.

### Carrière militaire
Il mène ensuite une carrière de soldat et participe à la lutte contre les Anglais.

#### La bataille de Homildon Hill et l'alliance avec les Percy
Le 14 septembre 1402, il affronte l'armée anglaise menée par Henry Percy, 1er comte de Northumberland, et son fils Harry Hotspur lors de la bataille de Homildon Hill. Douglas est sévèrement battu et capturé. Nombre de ses capitaines sont également capturés.
Le roi d'Angleterre Henri IV refuse que Hotspur rançonne les Écossais, craignant sans doute que de si nombreux hommes libérés ne forment une nouvelle armée d'invasion.

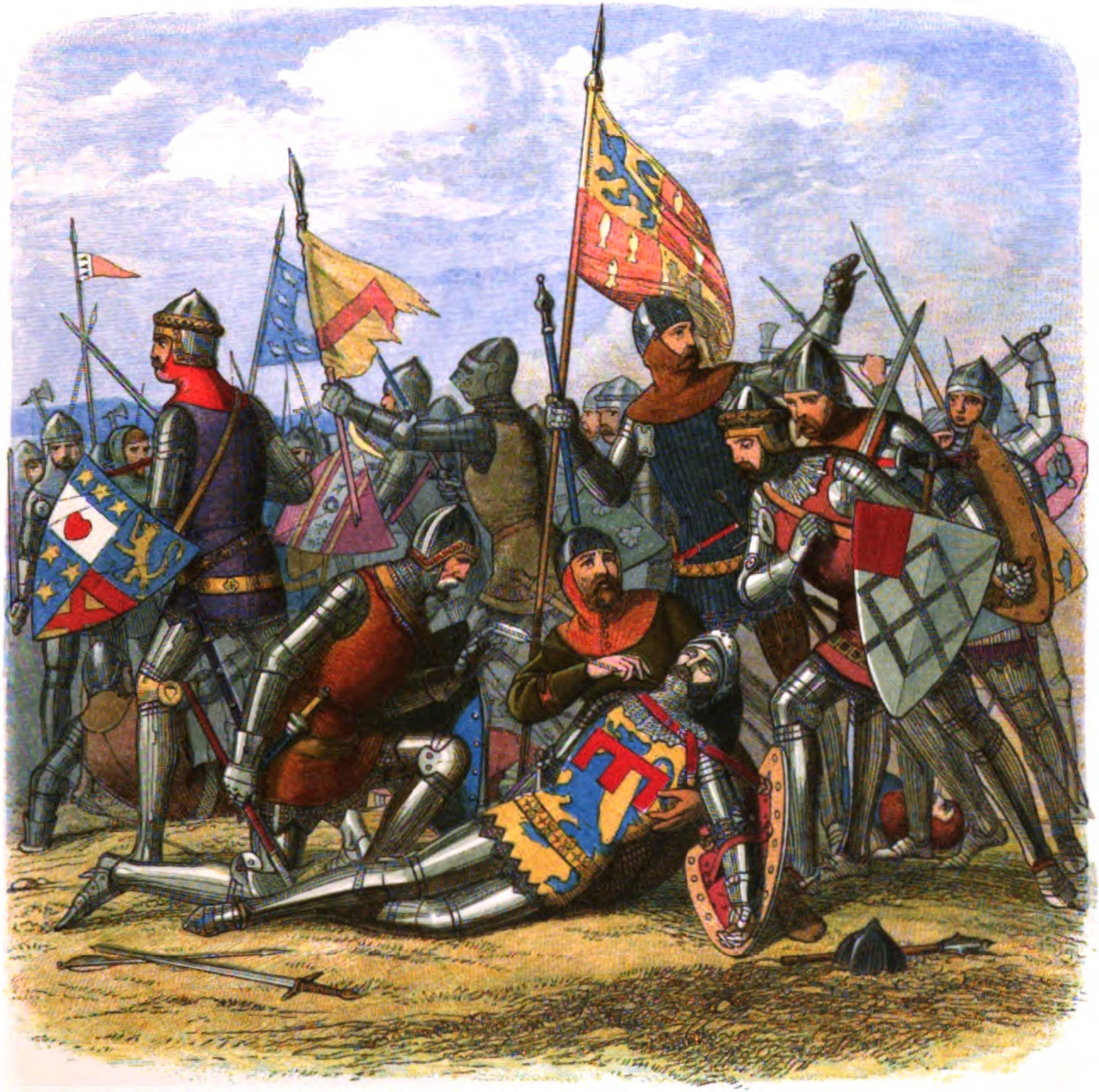
Douglas défend Hotspur qui vient d'être mortellement blessé.

En colère, Hotspur libère Douglas et ses hommes et se rebelle contre le roi à l'été 1403. Lors de la bataille de Shrewsbury le 21 juillet 1403, Douglas combat pour Hotspur et tue Edmond Stafford. Hotspur est cependant tué et Douglas est capturé par le roi.

#### L'emprisonnement
Douglas est emprisonné à Londres avant d'être libéré à la condition de se présenter devant le roi si ce dernier le souhaite. Douglas ne se présentera jamais aux convocations d'Henri IV et les autres prisonniers écossais ne seront libérés en conséquence qu'à sa mort en 1413.

#### Retour en Écosse et implication politique
De retour en Écosse, Douglas devient l'allié du duc d'Albany Robert Stuart, régent d'Écosse pour le roi Jacques Ier, qui est emprisonné par les Anglais à Londres depuis 1406.
Il devient désormais diplomate. En 1412, il négocie une alliance avec la France et parvient à un accord avec Jean sans Peur. En 1416, il essaie de négocier avec le roi Henri V la libération du roi Jacques.

#### Au service du roi de France
En 1421, Douglas est chargé par le régent d'Écosse avec son gendre John Stuart, 2e comte de Buchan, de conduire en France une armée de 10 000 hommes pour secourir le futur Charles VII de France contre les Anglais.
Ces derniers sont sèchement défaits à la sanglante bataille de Baugé, en mars 1421. Archibald Douglas est créé pour ce haut fait lieutenant général du royaume de France, duc de Touraine et pair de France, pendant que John Stuart reçoit l'épée de connétable de France.
Les Écossais sont défaits trois ans plus tard le 17 août 1424 par Jean de Lancastre, le duc de Bedford, à la bataille de Verneuil au cours de laquelle Archibald Douglas, son fils cadet James, et son gendre John Stuart trouvent la mort. Archibald Douglas est inhumé dans la cathédrale de Tours.

## Mariage et descendance
En 1390, il épouse Margaret Stuart († vers 1456) seconde fille du roi Robert III d'Écosse. De son union sont nés trois enfants:
- Archibald Douglas († 1439), 5e comte de Douglas, comte de Longueville, 2e duc (titulaire) de Touraine ;
- Elisabeth Douglas, qui épousa en novembre 1413 John Stuart, 3e comte de Buchan ;
- James Douglas, tué le 17 août 1424 à la bataille de Verneuil.

## Source
- (en) Stephen I. Boardman The Early Stewart Kings: Robert II and Robert III, 1371-1406. Tuckwell Press. Edinburgh 1996 réédition 2007, chez John Donald Short Run Press  (ISBN 1904607683).